# Bas Muijs (acteur)
Bastiaan Daniël (Bas) Muijs (Den Haag, 14 oktober 1976) is een Nederlands acteur en presentator. Hij is vooral bekend van zijn rol als Stefano Sanders in Goede tijden, slechte tijden.

## Biografie
Muijs volgde een theateropleiding bij theaterschool Rabarber in Den Haag toen hij in 1999 werd gevraagd voor de rol van Stefano Sanders (oorspronkelijk Stefano Oliviero) in de soapserie Goede tijden, slechte tijden.
Naast GTST (1999-2005) had Muijs hoofdrollen in de televisieseries Costa! (2004-2005), Voetbalvrouwen (2007-2009),  Pauwen en Reigers (2008-2009), Snuf de Hond en de jacht op Vliegende Volckert (2008) en in de films Snuf de Hond in oorlogstijd (2008), Mijn vader is een detective (2009) en Als je verliefd wordt (2012). In Trauma 24/7 (2002), Hotnews.nl (2006) en Bit (2009) speelde hij bijrollen.
In het theater trad hij onder andere op in Romeo en Julia (2000), Frankenstein (2001), Exercices de Style (2003), Ado-Ajax (2006) en Ik beken (2008). In 2007 richtte Muijs samen met Peter Groenendijk en collega Winston Post de pianoshowband Geweldige Noten op; een sing-along-show waarbij twee teams het muzikaal tegen elkaar opnemen. In 2008 en 2009 speelde Muijs twee hoofdrollen in de Omroep West-serie Pauwen en Reigers. Hij speelde daarin het Haagse straatschoffie Paul Pronk en internationaal bloembollenhandelaar Rudolf Fontijn. In de zomer van 2010 werd deze serie landelijk door de KRO uitgezonden.
Van 2007 tot en met 2010 was hij te zien als Italo Ferrero in Voetbalvrouwen naast onder andere Nicolette van Dam en Lone van Roosendaal. Begin 2009 maakte Muijs voor twee weken zijn comeback in Goede tijden, slechte tijden als Stefano Sanders. In het najaar van 2009 presenteerde Muijs het door RTL 5 en RTL Z uitgezonden programma Bedrijf in Beeld. Bij Wat nou Zuid-Holland, dat door Omroep West en RTV Rijnmond in 2009 werd uitgezonden, neemt hij samen met presentatrice Marjolein Meijers verschillende projecten van de provincie Zuid-Holland onder de loep. In 2010 werd van dit programma een tweede seizoen gemaakt. In hetzelfde jaar ging hij voor RTL 7 nog twee programma's presenteren: Mediazine, een programma over nieuwe en oude elektronica, en Wielerland, een programma waarin hij op de fiets bekende wielrenners interviewde.
In december 2010 ging Muijs weer het theater in. Met theatergroep Rabarber speelt hij in het theater aan het Spui de voorstelling Alice in Wonderland en neemt de rol van Gekke Hoedenman voor zijn rekening. Als presentator kreeg hij in 2011 een nieuw 26-delig programma bij SBS6: Het snoer om, een klusprogramma waar bewoners een make-over van hun huis krijgen, met nieuwe media-apparatuur. In 2012 presenteerde hij voor Net5 het trouwprogramma Welkom op mijn bruiloft, waarin stellen hulp nodig hebben bij het maken van keuzes voor hun bruiloft. Ook presenteerde hij dat jaar wederom Bedrijf in Beeld voor RTL.
In 2012 werd Muijs door filmproducent Rob Houwer gevraagd voor de hoofdrol in de film Als je verliefd wordt. Het is een remake van de in de jaren 1980 uitgebrachte film Hoge hakken, echte liefde, destijds met Rijk de Gooyer en Monique van de Ven in de hoofdrol. In hetzelfde jaar stond er meer filmwerk te wachten: het Belgische Studio 100 vroeg hem voor een rol in de nieuwste Kabouter Plop-film Plop wordt kabouterkoning. Muijs speelt daarin kabouter Stoef. In 2014 speelde Muijs een bijrol als agent in de familiefilm Heksen bestaan niet.
Na twee jaar film- en televisiewerk ging Muijs in 2012 en 2013 wederom het theater in en wel met een hoofdrol in een musical. De musical Yab Yum, geproduceerd door Henk van der Meijden, vertelt de opkomst en ondergang van Nederlands bekendste bordeel, Yab Yum. Als crimineel perst Muijs in de rol van Kees (gebaseerd op Klaas Bruinsma) eigenaar Theo Heuft af, die zijn etablissement na vele mooie jaren uiteindelijk door toedoen van de poldermaffia kwijtraakt.
In 2012 en 2013 bleef Muijs ook televisieprogramma's presenteren: Smartlife, een elektronicaprogramma, en Hoe leuk is Nederland, een programma met tips voor een weekendje weg in eigen land. Beide programma's waren te zien op SBS6. Muijs kwam begin 2014 een aantal afleveringen terug in Goede tijden, slechte tijden, wederom  als Stefano Sanders voor de trouwerij van zijn zoon Lucas. Later dat jaar nam hij in het programma Feiten en Fabels bij SBS6 de presentatie voor zijn rekening. Ook stond hij in het theater. Bij toneelgroep Vrij Zijn speelde hij te paard het stuk Expeditie Brazilië, over de Nederlandse verovering van het Braziliaanse land.
In 2014 was Muijs met zijn team winnaar van het 3e seizoen van de Nederlandse uitvoering van het tv-spelprogramma Fort Boyard. Vanaf 2014 schoof hij ook regelmatig aan als gast bij RTL 7 Darts. In 2016 presenteerde Muijs de Arctic Challenge Tour voor SBS6, een barre autotocht naar het noorden van Scandinavië.
In theaterseizoen 2016-2017 speelde Muijs met onder anderen Arijan van Bavel en Mariska van Kolck een van de hoofdrollen in de voorstelling Boeing Boeing van Theater van de Klucht. Een seizoen later speelde hij met hetzelfde gezelschap de theaterbewerking van In de Vlaamsche pot.
In 2017 werd Muijs de vaste presentator van het dagelijkse nieuwsprogramma Muijs in de Morgen van Radio West. Na drie jaar wijzigde de programmering en presenteerde hij Muijs in de Middag. In zowel het voorjaar als de winter van 2020 keerde Muijs voor een paar weken terug in GTST. Eind 2021 stopte hij na vier jaar als presentator bij Radio West vanwege een andere aanbieding, die op 16 november 2021 nog onbekend was.
In 2022 bracht Muijs als producent het muziekalbum HOLD ON uit. Het album, met vijftien tracks, werd al in 1981 gemaakt, maar door o.a. het overlijden van John Lennon werd de release uitgesteld. HOLD ON is gecomponeerd, geschreven en gezongen door Bas Muijs senior, de vader van Muijs junior. Ruim veertig jaar later werd het album eindelijk uitgebracht. Muijs junior en senior maakten samen een mediatour met interviews bij kranten, magazines, radio- en tv-stations om het album te promoten.
Op 29 juni 2022 keerde Muijs (voor de vijfde keer) terug in Goede tijden, slechte tijden, wederom in de rol als Stefano Sanders. Dit keer niet voor een gastrol, maar voor een terugkeer bij de vaste cast van de serie.
In 2023 en 2024 ging Muijs opnieuw met een landelijke tour het theater in, met het theaterstuk Oh Oh, Den Haag.
In 2023 werd Muijs de winnaar van de quiz Weet ik veel. In 2024 was Muijs een van de deelnemers van Secret Duets. Met zangeres Emma Heesters zong Muijs een duet. In 2025 deed hij mee aan het televisieprogramma The Floor. In datzelfde jaar deed Muijs als dragqueen mee aan het programma Make Up Your Mind.

## Privéleven
Muijs is een zoon van de zanger Bas Muijs.
Hij is getrouwd en heeft twee dochters en een zoon.
In 2021 kreeg hij een hartinfarct, waarna hij in 2024 ambassadeur van de Hartstichting werd. Hij speelt voor diezelfde stichting de hoofdrol in een campagne met commercials op radio en televisie. Ook zijn oudste dochter speelt daarin een rol.

### Afpersingszaak (2023)
In 2023 werd Bas Muijs gegijzeld, mishandeld en afgeperst. Hij zou zijn gedwongen om een videofilmpje op te nemen waarin hij een verkrachting – die in werkelijkheid nooit heeft plaatsgevonden – bekende. Tegen twee verdachten – een man en een vrouw uit Arnhem – werd een strafzaak aangespannen. Zij stonden in oktober 2024 terecht.

## Trivia
- Muijs won de Televizier-"Beste soapacteur 2002".[8] In 2004 won hij de titel "Beste soapacteur" nogmaals na een onderzoek van Maurice de Hond in opdracht van Noordzee FM.
- Hij werd in 2001 tweemaal gekozen tot populairste soapacteur door Tros Kompas en het weekblad Yes.
- Door het weekblad Beau Monde werd hij in 2003 tot bestgeklede man van Nederland gekozen met een "Man of Style-award".
- Zijn vader Bas Muijs sr is bekend van de popgroep Smyle en het studioproject Stars on 45, waarmee hij in 1981 een nummer 1-hit scoorde in o.a. de Verenigde Staten.
- In 2008 en 2012 was Muijs stadionspeaker van het Nederlands elftal op de EK's in Zwitserland/Oostenrijk en Oekraïne/Polen.
- In december 2021 werd Muijs getroffen door een hartaanval en moest een openhartoperatie ondergaan.[9]
- In maart 2025 was Muijs een van de deelnemers aan het RTL 4-programma The Floor VIPS.[10]